# 福岡洋一 (政治家)
福岡 洋一（ふくおか よういち、1975年〈昭和50年〉10月16日 - ）は、日本の政治家、弁護士。大阪府茨木市長（3期）。

## 来歴
大阪府茨木市東奈良に出生。茨木市立沢池小学校、金蘭千里中学校卒業。1994年3月、金蘭千里高等学校卒業。2002年3月、大阪大学法学部国際政治コース卒業。2008年、甲南大学法科大学院修了。2010年、法律事務所に弁護士として勤務。また、甲南大学法科大学院の特別講師も務める。
2016年3月7日、木本保平・茨木市長が借入金5千万円を資産報告書に記載していなかった問題が発覚。このため大阪維新の会所属の地元議員らは4月に控えた市長選挙で木本を支援することを取りやめ、3月中旬、自主投票を決めた。
同年4月10日に行われた茨木市長選挙では、維新や自民党の地元議員の支援を受けた福岡が、維新の一部市議の支援を受ける現職の木本や、日本共産党推薦の末武和美を破り初当選した。4月18日、市長就任。選挙の結果は以下のとおり。
※当日有権者数：217,951人 最終投票率：34.12%（前回比：2.33pts）
| 候補者名 | 年齢 | 所属党派 | 新旧別 | 得票数   | 得票率 | 推薦・支持         |
| -------- | ---- | -------- | ------ | -------- | ------ | ------------------ |
| 福岡洋一 | 40   | 無所属   | 新     | 36,865票 | 51.25% |                    |
| 木本保平 | 71   | 無所属   | 現     | 20,226票 | 28.12% |                    |
| 末武和美 | 69   | 無所属   | 新     | 14,842票 | 20.63% | （推薦）日本共産党 |

2020年4月12日に行われた茨木市長選挙では、連合大阪の推薦を受けた福岡が、元内閣参事官で維新公認の寺元博昭を退け再選。
※当日有権者数：217,951人 最終投票率：33.26%（前回比：0.86pts）
| 候補者名 | 年齢 | 所属党派     | 新旧別 | 得票数   | 得票率 | 推薦・支持       |
| -------- | ---- | ------------ | ------ | -------- | ------ | ---------------- |
| 福岡洋一 | 44   | 無所属       | 現     | 42,463票 | 56.91% | （推薦）連合大阪 |
| 寺元博昭 | 58   | 大阪維新の会 | 新     | 32,139票 | 43.08% |                  |

2024年3月31日、無投票で3選。